# Torneig d'escacs Pearl Spring
El torneig d'escacs Pearl Spring (en xinès: 中国(南京)国际象棋超级大赛) fou un torneig d'escacs jugat per sistema round robin a doble ronda, al qual hi participaven sis super-Grans Mestres i que se celebrava a Nanquín, Xina. El nom del torneig es refereix a l'Hotel Mingfa Pearl Spring localitzat al districte de Pukou de Nanquín.
La primera edició, el desembre de 2008, la va guanyar Vesselín Topàlov. Segons el web ChessVibes, Sílvio Danaílov - mànager i entrenador de Topàlov - va dir que aquest torneig "estava garantit per cinc anys i entraria al Grand Slam [el 2009]." El segon i tercer torneigs, el 2009 i 2010 foren ambdós guanyats per Magnus Carlsen, i a més a més la primera victòria fou una de les millors performances de la història dels escacs.
Conjuntament amb el Torneig d'escacs Corus dels Països Baixos, el Torneig d'escacs de Linares a Espanya, l'M-Tel Masters a Bulgària, i la Grand Slam Masters Final al País Basc, el torneig de Nanquín va esdevenir un dels cinc torneigs del Grand Slam al món.

## Resultats

### 2008
10-22 de desembre
Els sis jugadors participants foren Vesselín Topàlov (Elo 2791, número u del món); Vasil Ivantxuk (Elo 2786, tercer del món); Levon Aronian (Elo 2757, setè del món); Serguei Movsessian (Elo 2732, tretzè del món); Piotr Svídler (Elo 2727, dissetè del món); Bu Xiangzhi (Elo 2714, 26è del món). Amb una mitjana d'Elo de 2751.6, fou un torneig de Categoria XXI, i el torneig d'escacs més fort mai celebrat a la Xina.
|   | Participant              | 1   | 2   | 3   | 4   | 5   | 6   | Punts |
| - | ------------------------ | --- | --- | --- | --- | --- | --- | ----- |
| 1 | Vesselín Topàlov (BUL)   | * * | ½ 1 | ½ ½ | 1 1 | ½ 1 | ½ ½ | 7     |
| 2 | Levon Aronian (ARM)      | ½ 0 | * * | ½ ½ | ½ ½ | 1 1 | ½ ½ | 5½    |
| 3 | Bu Xiangzhi (CHN)        | ½ ½ | ½ ½ | * * | ½ 0 | ½ 0 | 1 1 | 5     |
| 4 | Piotr Svídler (RUS)      | 0 0 | ½ ½ | ½ 1 | * * | ½ ½ | 0 1 | 4½    |
| 5 | Vasil Ivantxuk (UKR)     | ½ 0 | 0 0 | ½ 1 | ½ ½ | * * | ½ ½ | 4     |
| 6 | Serguei Movsessian (SVK) | ½ ½ | ½ ½ | 0 0 | 1 0 | ½ ½ | * * | 4     |

### 2009
27 de setembre - 9 d'octubre (Categoria XXI, 2764)
Aquest fou el primer torneig de la sèrie del Grand Slam 2009-2010.
|   | Participant            | Rating | 1   | 2   | 3   | 4   | 5   | 6   | Punts | Desempat | Performance |
| - | ---------------------- | ------ | --- | --- | --- | --- | --- | --- | ----- | -------- | ----------- |
| 1 | Magnus Carlsen (NOR)   | 2772   | * * | 1 ½ | 1 ½ | 1 ½ | 1 ½ | 1 1 | 8     |          | 3002        |
| 2 | Vesselín Topàlov (BUL) | 2813   | 0 ½ | * * | ½ ½ | ½ ½ | ½ 1 | ½ 1 | 5½    |          | 2789        |
| 3 | Wang Yue (CHN)         | 2736   | 0 ½ | ½ ½ | * * | ½ ½ | ½ ½ | ½ ½ | 4½    |          | 2735        |
| 4 | Teimur Radjàbov (AZE)  | 2757   | 0 ½ | ½ ½ | ½ ½ | * * | ½ ½ | ½ 0 | 4     | 20.00    | 2695        |
| 5 | Péter Lékó (HUN)       | 2762   | 0 ½ | ½ 0 | ½ ½ | ½ ½ | * * | ½ ½ | 4     | 19.25    | 2694        |
| 6 | Dmitri Iakovenko (RUS) | 2742   | 0 0 | ½ 0 | ½ ½ | ½ 1 | ½ ½ | * * | 4     | 17.25    | 2698        |

### 2010
La 3a edició del torneig es va celebrar entre el 19 i el 30 d'octubre; amb una mitjana d'Elo de 2766, va arribar a la Categoria XXI. Aquest va ser l'únic torneig del 2010 en què coincidiren Anand, Carlsen i Topàlov, en aquell moment els tres primers jugadors del món, i fou el primer torneig en la història dels escacs en tenir tres jugadors que haguessin arribat als 2800 punts Elo.
|   | Participant             | Rating | 1   | 2   | 3   | 4   | 5   | 6   | Punts | Desempat | Performance |
| - | ----------------------- | ------ | --- | --- | --- | --- | --- | --- | ----- | -------- | ----------- |
| 1 | Magnus Carlsen (NOR)    | 2826   | * * | ½ ½ | 1 ½ | ½ ½ | 1 1 | 1 ½ | 7     |          | 2901        |
| 2 | Viswanathan Anand (IND) | 2800   | ½ ½ | * * | 0 1 | ½ ½ | 1 ½ | ½ 1 | 6     |          | 2829        |
| 3 | Etienne Bacrot (FRA)    | 2736   | 0 ½ | 1 0 | * * | 1 ½ | ½ 0 | 1 ½ | 5     |          | 2776        |
| 4 | Vugar Gaixímov (AZE)    | 2719   | ½ ½ | ½ ½ | 0 ½ | * * | ½ ½ | ½ ½ | 4½    | 23.00    | 2740        |
| 5 | Vesselín Topàlov (BUL)  | 2762   | 0 0 | 0 ½ | ½ 1 | ½ ½ | * * | ½ 1 | 4½    | 19.50    | 2724        |
| 6 | Wang Yue (CHN)          | 2732   | 0 ½ | ½ 0 | 0 ½ | ½ ½ | ½ 0 | * * | 3     |          | 2698        |